# Microcreagris magna
Espèce
Synonymes
- Blothrus magnus Ewing, 1911

Microcreagris magna est une espèce de pseudoscorpions de la famille des Neobisiidae.

## Distribution
Cette espèce est endémique de Californie aux États-Unis. Elle se rencontre dans le comté de Siskiyou.

## Description
L'holotype mesure 4 mm.

## Systématique et taxinomie
Cette espèce a été décrite sous le protonyme Blothrus magnus par Ewing en 1911. Elle est placée dans le genre Microcreagris par Hoff en 1958.

## Publication originale
- Ewing, 1911 : Notes on pseudoscorpions; a study on the variations of our common species, Chelifer cancroides Linn., with systematic notes on other species. Journal of the New York Entomological Society, vol. 19, p. 65-81 (texte intégral).